# Spilosoma malatiana
Spilosoma malatiana là một loài bướm đêm thuộc phân họ Arctiinae, họ Erebidae.